# Kathrin Schmack
Kathrin Schmack (* 1964 in Bonn) ist eine deutsche Innenarchitektin und ehemalige Rudersportlerin.

## Rudersport
1987 nahm Schmack als Ersatzruderin mit der deutschen Mannschaft an den Ruder-Weltmeisterschaften in Kopenhagen teil. 1988 gewann sie für den Heidelberger Ruderklub bei den Deutschen Meisterschaften im Leichtgewichts-Vierer. Bei den Weltmeisterschaften 1988 gewann sie im Leichtgewichts-Vierer ohne Steuerfrau gemeinsam mit Kristiane Zimmer, Sonja Petri und Claudia Engels die Bronzemedaille. Am 20. November 2011 ist Kathrin Schmack in den Vorstand des Ruderclub Germania Düsseldorf als Leiterin der Leistungssportsparte berufen worden.

## Innenarchitektur
Von 1984 bis 1991 studierte Schmack Innenarchitektur in Detmold und Düsseldorf. Nach dem Studium hat sie zunächst mit verschiedenen Architekten zusammengearbeitet. Im Jahr 1995 begann sie ihre selbstständige Tätigkeit als Innenarchitektin. 
Im Jahr 1997 erhielt sie im Rahmen des Deutschen Innenarchitekturpreises eine Anerkennung.
2000 bekam sie Kontakt zu Yap Cheng Hai, einem der wichtigsten Vertreter des klassischen Feng Shui und erwarb die Anerkennung als Feng-Shui-Meisterin. Seit dieser Zeit spielt die Integration des Feng Shui-Gedanken für ihre Arbeit eine wesentliche Rolle.
Schmack ist heute Mitglied der Architektenkammer Nordrhein-Westfalen. Sie ist Inhaberin der Bauvorlageberechtigung durch die Hochschule Ostwestfalen-Lippe in Detmold. 
Öffentliche Projekte waren unter anderem die innenarchitektonische Planung der repräsentativen Bereiche des Universitätsklinikums Essen 2009.

## Auszeichnungen
- Anerkennung beim Deutschen Innenarchitekturpreis 1997[6]